# Berek-patak (Zala folyó)
A Berek-patak a Zala vármegyei Zalavég közigazgatási területének északkeleti részén, erdős tájon ered, nem messze Bögöte közigazgatási határától, illetve Zala és Vas vármegyék választóvonalától. Útját zömmel déli irányban folytatva kb. 2,4 kilométer után ér Batyk közigazgatási területére. Újabb 0,8 kilométer megtétele után keresztezi a Zalaegerszeget Sümeggel összekötő 7328-as utat, még további 1 kilométerrel délre pedig a Zalabér-Batyk vasútállomás keleti végét. A Zala torkolatától 52,5 folyamkilométerre, balról éri el a folyót.
A Zala, a Berek-patak és a vasúti töltés közötti háromszögben természetvédelmi terület húzódik, ahol mocsári kockásliliom és tavaszi hérics virít.
Mikor 1254. október 17-én egy határbejárás keretében beiktatták a türjei prépostságot a IV. Béla király által 1251-ben adományozott birtokába, lejegyezték merre haladtak. Ez alapján feltételezhető, hogy a Berek-patakot ebben az időszakban még Batyknak hívták.
A Berek-patak vízgyűjtő területe a Nyugat-dunántúli Vízügyi Igazgatóság (NYUDUVIZIG) működési területéhez tartozik.